# New York Fiction (II)
New York Fiction (II) (en español La Ficción de New York parte II) es el décimo capítulo de la primera temporada de la serie de televisión estadounidense Men in Trees.

## Trama
Mientras Jack espera a Marin para volver de Nueva York, él recibe a una visitante inesperada, que ha llegado en Elmo con un secreto. Entretanto, la relación entre Annie y Patrick no se mejora después de que él la descuide en cena de Acción de gracias. También, Theresa y Ben reflexionan su futuro; Jane y Sam gastan un tiempo romántico juntos en Nueva York.
- Datos: Q6041554